# シリマヴォ・バンダラナイケ
シリマヴォ・ラトワッテ・ディアス・バンダラナイケ（シンハラ語: සිරිමාවෝ රත්වත්තේ ඩයස් බණ්ඩාරනායක, ラテン文字転写: Sirimavo Ratwatte Dias Bandaranaike, タミル語: சிறிமாவோ ரத்வத்தே டயஸ் பண்டாரநாயக்கே、1916年4月17日 - 2000年10月10日）は、スリランカの政治家。世界初の女性首相となった。

## 生涯
シリマヴォ・ラトワッテ（シンハラ語: සිරිමාවෝ රත්වත්තේ）として地主階級の裕福な家庭に生まれる。コロンボの聖ブリジット修道院で教育を受けた。
1940年、24歳の時にスリランカ自由党の創設者だったソロモン・バンダラナイケと結婚した。1956年の総選挙で勝利した夫は首相に就任した。
1959年に夫が暗殺されると、シリマヴォは政界に身を転じた。世界初の女性首相として、3度（1960年-1965年、1970年-1977年、1994年-2000年）登板した。親ソ連的外交政策を採った。中華人民共和国の協力で後にコロンボ最大の会議場として多くの重要な会議が行われるバンダラナイケ記念国際会議場が建設される（そのため、毛沢東像がある）。

## 家族
- ソロモン・バンダラナイケ - 夫。第4代セイロン首相
- チャンドリカ・クマーラトゥンガ - 次女。第5代スリランカ大統領
- スネトラ・バンダラナイケ（英語版） - 長女。
- アヌラ・バンダラナイケ 新／高等教育省大臣／高等教育省大臣